# Мастер социјалног рада
Мастер социјалног рада је звање које се стиче комплетирањем последипломског нивоа студија. Најчешће студије трају две године и укључују праксу и истраживање. Ова врста студија представља директно усмерење за фокус на одређено поље социјалног рада, тако да се мастер дипломе могу стећи из свих значајних подручја социјалног рада.